# Варлаам (Джурджу)
Варлаам (рум. Varlaam) — село у повіті Джурджу в Румунії. Входить до складу комуни Адунацій-Копечень.
Село розташоване на відстані 21 км на південь від Бухареста, 39 км на північ від Джурджу.

## Населення
За даними перепису населення 2002 року у селі проживали 612 осіб, з них 611 осіб (99,8%) румунів. Рідною мовою 611 осіб (99,8%) назвали румунську.